# 東亞合成
東亞合成股份有限公司，簡稱東亞合成股份，以及東亞合成（英語：Toagosei Company, Limited，東證1部：4045），在1933年由福澤諭吉女婿福澤桃介創立前身為矢作工業，其後在1942年分拆成化學工業部門，現時業務生產及銷售黏合剂（包括AA超能膠）、丙烯酸、氢氧化钠等化學產品。現時為三井財閥主要一分子。
董事長為山川炳彥，總裁為橋本太，總部位於〒105-8419東京都港区西新橋一丁目14番1号。
而在2002年，把當時上市公司鶴見曹達株式会社私有化。而在2011年，把旗下雅安化成股份有限公司私有化，再在2012年，把旗下鶴見曹達株式会社和日本純薬株式会社簡化合併，預計2013年初完成。
香港方面，則在1993年成立東亞合成香港有限公司，中國方面則有東亞合成（珠海）有限公司。

## 連結
- Toagosei.co.jp （页面存档备份，存于）
- Toagosei-zh.com （页面存档备份，存于）
- Toagosei.com.hk （页面存档备份，存于）